# فیات ۱۸۰۰/۲۱۰۰
فیات ۱۸۰۰/۲۱۰۰ (Fiat ۱۸۰۰/۲۱۰۰) خودرویی است که در سال‌های ۱۹۵۹ تا ۱۹۶۸تولید شده‌است.
طراحی آن خودروهای موتور جلو-محور عقب بوده طول آن در حالت طبیعی ۴۴۶٫۵ سانتیمتر (۱۷۵٫۸ اینچ) است.